# Skorzynice
Skorzynice (niem. Hartliebsdorf) – wieś w Polsce położona w województwie dolnośląskim, w powiecie lwóweckim, w gminie Lwówek Śląski, na Pogórzu Kaczawskim w Sudetach.

## Położenie
Według podziału fizycznogeograficznego miejscowość leży w Rowie Zbylutowa. 

## Podział administracyjny
W latach 1975–1998 miejscowość administracyjnie należała do województwa jeleniogórskiego.

## Demografia
Liczba ludności w latach 1786–2011.

## Historia
Wiadomo, że w 1223 roku książę Henryk I Brodaty darował Skorzynice (i sąsiedni Zbylutów) cysterkom z Trzebnicy, które posiadały je do kasaty dóbr klasztornych w 1810 roku. Po roku 1810, Skorzynice (wraz ze Zbylutowem) stały się królewszczyzną w zarządzie urzędu z Lubomierza. W Skorzynicach do dzisiaj stoi kilka zabytkowych domów o konstrukcji przysłupowej (szachulcowej), a na skraju miejscowości można odnaleźć kamienne ruiny młyna wiatrowego. Dziś Skorzynice rozsławia zespół śpiewaczy "Jarzębina", który powstał w 1977 roku.

## Zabytki
Do wojewódzkiego rejestru zabytków wpisane są:
- dom mieszkalno-gospodarczy nr 5, szachulcowy, z 1863 r.
- zagroda nr 26
  - budynek mieszkalno-inwentarski, murowano-szachulcowy, z końca XVIII w., 1827 r., początek XX w.
  - stodoła, murowano-szachulcowa, z 1791 r., XIX/XX w.